# Narajty
Narajty (dawniej Nareythen) – wieś w Polsce położona w województwie warmińsko-mazurskim, w powiecie szczycieńskim, w gminie Pasym, znajdująca się około 5 km na południe od Pasymia. W latach 1975–1998 miejscowość administracyjnie należała do województwa olsztyńskiego.
Wieś lokowana w 1384 roku. Z dawnej zabudowy zachowała się chałupa drewniana z połowy XIX w., dawna szkoła (obecnie budynek mieszkalny) oraz domy murowane z czerwonej cegły.

## Literatura
- Iwona Liżewska, Wiktor Knercer: Przewodnik po historii i zabytkach Ziemi Szczycieńskiej. Olsztyn: Agencja Wydawnicza "Remix" s.c., 1998, s. 171. ISBN 83-87031-13-5.